# اسکارشوه
اسکارشوه (به لاتین: Skarszewy، تلفظ: [skarˈʂɛvɨ]) یک شهرک در لهستان است که در شهرستان استاروگارد واقع شده‌است.

## خصوصیات
اسکارشوه ۹٫۴۳ کیلومترمربع مساحت و ۶٬۸۲۴ نفر جمعیت دارد.

## خواهرخوانده
شهر سندی، بدفوردشر خواهرخواندهٔ اسکارشوه هست.